# Yolande Thibeault
 (mai 2019).
Si vous disposez d'ouvrages ou d'articles de référence ou si vous connaissez des sites web de qualité traitant du thème abordé ici, merci de compléter l'article en donnant les références utiles à sa vérifiabilité et en les liant à la section « Notes et références ».
Pour l’article homonyme, voir Thibeault.
Yolande Thibeault (née le 8 octobre 1939) est une journaliste, coordinatrice et femme politique fédérale du Québec.

## Biographie
Née à Montréal, elle travaille comme journaliste indépendante pour la Presse canadienne. Militante du comité du "non" dans Saint-Lambert lors du Référendum de 1995, elle milite pour le "oui" lors du référendum sur l'Accord de Charlottetown en 1992. Elle est aussi coprésidente de la campagne de Jacques Saada lors des élections de 1993 et militante du Parti libéral du Québec dans Saint-Lambert lors des élections provinciales de 1994.
Élue députée du Parti libéral du Canada dans la circonscription fédérale de Saint-Lambert en 1997 (avec l'aide du publicitaire Jean Lafleur), elle est réélue en 2000. Elle est défaite en 2004 par le bloquiste Maka Kotto, malgré le fait que la circonscription était considérée comme une forteresse libérale.